# خروف ألتاي
خروف ألتاي سلالة مستأنسة من الخراف، متوطن في الجبال الجافة الباردة من الصين، ينتمي إلى مجموعة الخراف الكازاخية التي عثر عليها في المناطق الصحراوية الجبلية في غرب شينجيانغ.